# Метома
Метома (на бислама: Metoma) е малък остров, включен в състава на Република Вануату. Намира се между островите Хию и Тегуа в архипелага Нови Хебриди Тихи океан, с координати 13°12′00″ ю. ш. 166°36′00″ и. д. / 13.2° ю. ш. 166.6° и. д..
Островът е част от островната група Торес и съгласно административното деление на страната попада под юрисдикцията на провинция Торба.
Метома е древен коралов масив, издигнат над водната повърхност вследствие вулканична дейност в района. Островът е почти безлюден.
Екологията на Метома е отлична, а някога застрашеният от изчезване местен рак вече е стабилизирал популацията си.